# 智昇
智昇，唐朝僧人， 宋代赞宁的《宋高僧传》说他“义理悬通，二乘俱学。然于毗尼，尤善其宗”。智昇于唐开元十八年（730年）撰《开元释教录》20卷、《续大唐内典录》1卷、《续古今译经图记》1卷。